# Municipio de West Point (Indiana)
El municipio de West Point (en inglés: West Point Township) es un municipio ubicado en el condado de White en el estado estadounidense de Indiana. En el año 2010 tenía una población de 381 habitantes y una densidad poblacional de 2,74 personas por km².

## Geografía
Según la Oficina del Censo de los Estados Unidos, tiene una superficie total de 138.82 km², de la cual 138,65 km² corresponden a tierra firme y (0,13 %) 0,17 km² es agua.

## Demografía
Según el censo de 2010, había 381 personas residiendo. La densidad de población era de 2,74 hab./km². De los 381 habitantes, estaba compuesto por el 98,43 % blancos, el 0,26 % eran afroamericanos, el 0,52 % eran de otras razas y el 0,79 % eran de una mezcla de razas. Del total de la población el 0,79 % eran hispanos o latinos de cualquier raza.